# NGC 5044
NGC 5044 (również PGC 46115 lub UGCA 341) – galaktyka eliptyczna (E), znajdująca się w gwiazdozbiorze Panny. Odkrył ją William Herschel 31 grudnia 1785 roku.